# Port lotniczy Mount Isa
Port lotniczy Mount Isa (IATA: ISA, ICAO: YBMA) – port lotniczy położony w Mount Isa, w stanie Queensland, w Australii.